# Castillo de Gassantoda
El castillo de Gassantoda (月山富田城 Gassantoda-jō?) fue una fortificación japonesa del siglo XVII, erigida en estilo yamajiro durante el período Sengoku. Se ubicaba en lo que hoy es la ciudad de Yasugi, en la región de San'in, en el extremo occidental de Japón (prefectura de Shimane). Sus ruinas han sido designadas como Lugar Histórico Nacional. El castillo de Gassantoda se construyó utilizando todas las crestas y valles de Gassan y está considerado como uno de los cinco castillos de montaña medievales más grandes e importantes junto con el castillo de Kasugayama (Niigata), el castillo de Nanao (Ishikawa), el castillo de Odani y el castillo de Kannonji (Shiga).

## Historia
Originalmente hubo un castillo construido en el mismo lugar alrededor del final del período Heian o principios del período Kamakura, aunque se desconoce la persona que mandó levantar el edificio. Fue la sede del clan Amago durante el final del era Sengoku hasta que Mōri Motonari lo conquistó en 1565, tras un asedio de dieciocho meses. En 1600, Horio Yoshiharu se mudó al complejo, lo reconstruyó y fortificó. Horio decidió que el área de Gassantoda no era propicia para desarrollar una economía próspera, por lo que comenzó a trabajar en la fortaleza de Matsue. En consecuencia, el castillo de Gassantoda fue abandonado en 1611, cuando Horio finalmente se mudó a Matsue.

## Características

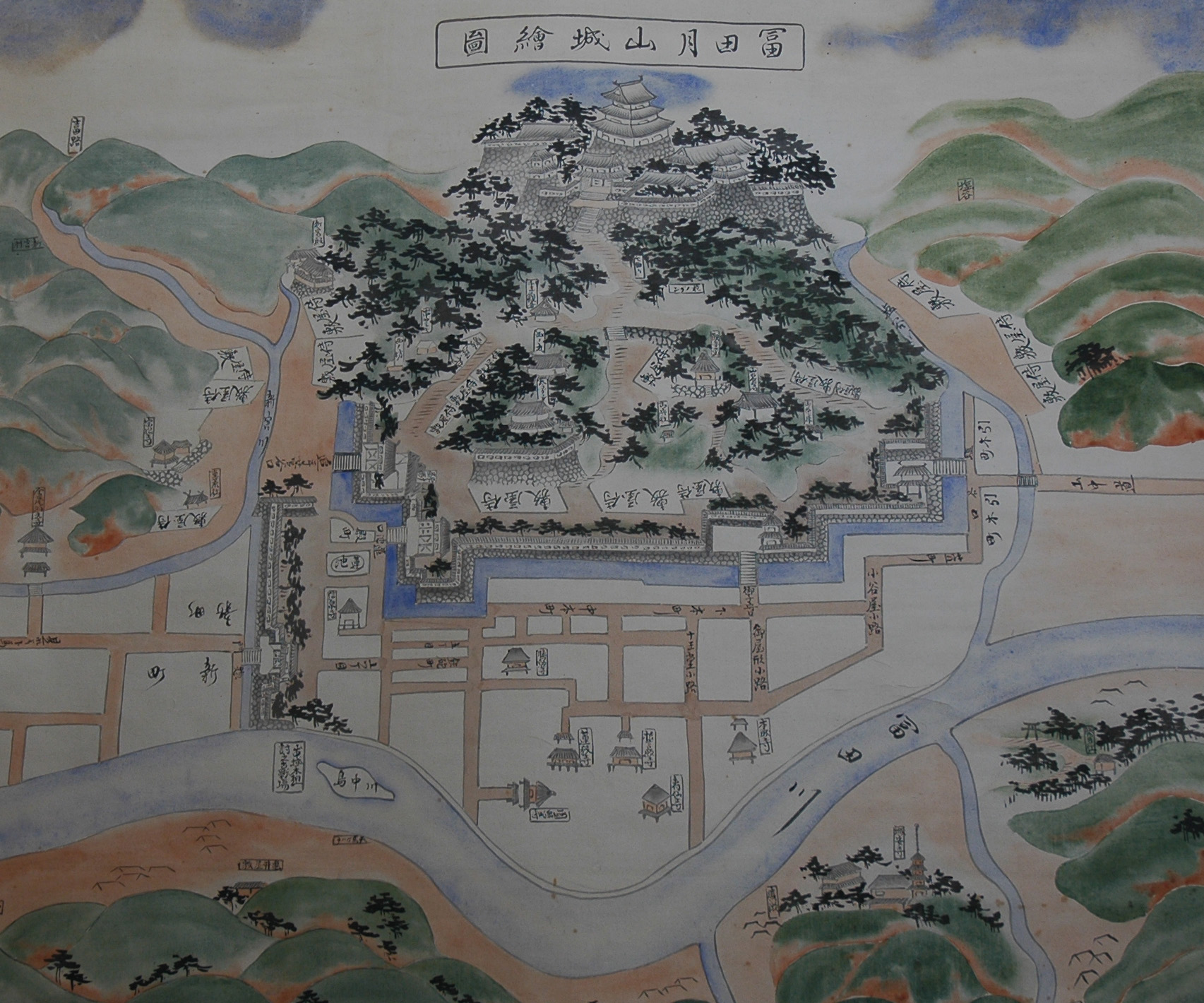
Mapa antiguo del castillo de Gassantoda en el museo municipal de Yasugi.

El castillo se encuentra en una posición estratégica sobre la cima de un monte. Sus lados norte, sur y oeste están rodeados por valles que, junto con el río I-nashi que fluye en el lado este de la montaña, que constituyen un foso natural que proporciona la base para una línea de defensa militar. En la actualidad se conservan muros de piedra del honmaru y el ninomaru (el anillo interior y segundo de murallas), restos de torretas (yaguras), trincheras y pozos.